# アームストロング・ホイットワース アルベマール

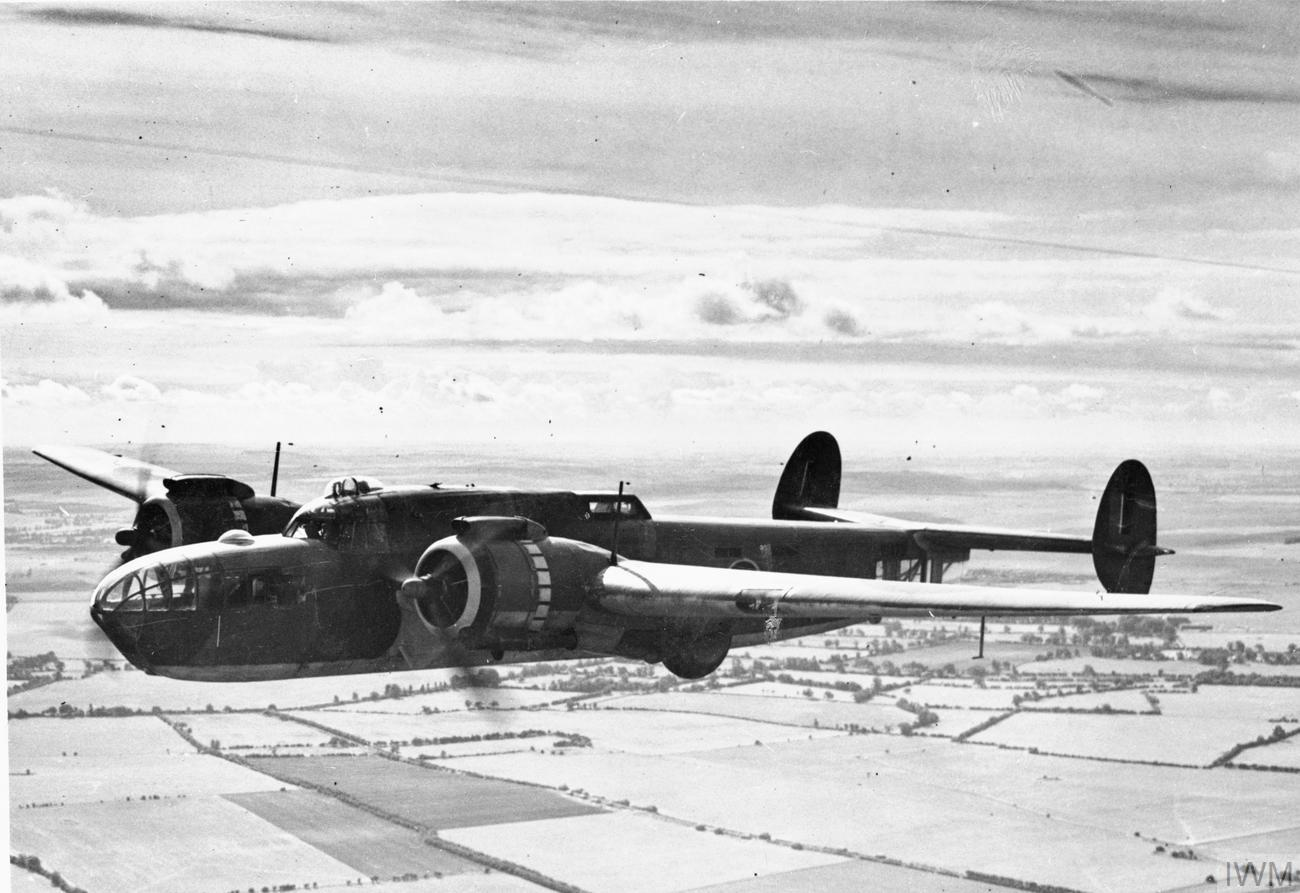
アルベマール

アームストロング・ホイットワース アルベマール（Armstrong Whitworth Albemarle）は、第二次世界大戦中にイギリス空軍で使用されたアームストロング・ホイットワース社製のグライダー曳航機兼輸送機である。当初は爆撃機として開発されたが、性能が不十分だったため輸送やグライダー曳航任務に使用された。グライダー曳航機としては数々の戦場で活躍した。アルビマールとも表記される。

## 概要
アルベマールは、元々は双発の偵察爆撃機としてブリストル社で開発されていた機体だったが、途中から設計・開発がホーカー・シドレーグループのアームストロング・ホイットワース社に変更となり、試作機は1940年3月20日に初飛行した。
アルベマールはイギリス空軍機としては珍しく3輪式の着陸装置を有する中翼の双発機（イギリス製の爆撃機としては初めて首脚式を採用した）で、胴体の非常に大きく長い爆弾倉には様々な種類の爆弾が搭載可能だった。機体構造上の特徴は、木と鋼管の骨組みに合板張りという前時代的な構造になっていることであった。これは、戦争の激化による戦略物資の不足を見越して、少しでも金属を節約すると共に軍需工場以外の産業を動員して生産可能とする狙いがあった。
当初イギリス航空省からは1000機の発注を受けていたが、機体構造の古さとエンジンの不調により速度・上昇性能とも爆撃機として使用するには性能不足だったため、第一次納入された32機の実戦部隊への配備は見送りとなった。爆撃機としては失格と判断された本機だったが、機体の大きさに余裕がありエンジンの馬力が比較的大きいことに目をつけた空軍は、特殊輸送機及びグライダー曳航機として転用することを決定した。その結果、第二次納入分以降の生産機は、すべて輸送機かグライダー曳航機として生産された。なお爆撃機として生産された機体も、後に全てこれらの型に改修された。輸送型は、爆弾倉を廃止し機体の右側面に貨物扉が設けられていた。また、グライダー曳航型は、尾部に曳航フックが取り付けられていた。
1943年1月に輸送型の1号機が部隊配備され、これ以後の数々の進攻作戦に参加した。グライダー曳航機としては1943年7月のシシリー上陸作戦が初陣で、その後ノルマンディー上陸作戦やマーケット・ガーデン作戦等主要な戦闘にエアスピード ホルサグライダー等を曳航するなどの活躍を見せている。1944年12月までに合計600機が生産され、ごく一部の機体はソ連へ供与された。

## スペック
- 全幅: 23.47 m
- 全長: 18.26 m
- 全高: 4.75m
- 機体重量: 10,240 kg

Armstrong Whitworth Albemarle

- エンジン: ブリストル ハーキュリーズ11 空冷14気筒  1590 hp×2
- 最大速度: 426 km/h
- 航続距離: 2,100 km
- 武装
  - 7.7mm機銃×4
- 乗員: 4名

## 登場作品

### ゲーム
『紺碧の艦隊2 ADVANCE』
イギリスの爆撃機として登場。実際は輸送機として就役したため本作の仕様は架空とされる。